# Symphyoloma graveolens
Symphyoloma graveolens är en flockblommig växtart som beskrevs av Carl Anton von Meyer. Symphyoloma graveolens ingår i släktet Symphyoloma och familjen flockblommiga växter. Inga underarter finns listade i Catalogue of Life.